# Vacoa des Hauts
Pandanus purpurascens
Espèce
Le vacoa des Hauts (Pandanus purpurascens) est une espèce de plantes à fleurs de la famille des pandanacées. Elle est endémique de l'île de La Réunion, département d'outre-mer français dans le sud-ouest de l'océan Indien.